# Тиркизни плавац
Тиркизни плавац (лат. Polyommatus dorylas) врста је лептира из породице плаваца (лат. Lycaenidae).

## Опис врсте
Можете га лако препознати по избледелој донјој страни крила са мало црних шара. Локална је врста.

## Распрострањење и станиште
Настањује каменита, жбунаста и травната станишта у планинским крајевима. Спорадичан је у јужној и средњој Европи. 

## Биљке хранитељке
Овом лептиру биљка хранитељка је белодун (Anthyllis vulneraria).